# Karkari csata
A karkari csata Asszíria délnyugati terjeszkedésének egyik fontos állomása. Az asszír haderő szembetalálta magát az erős védelmi koalícióba tömörülő szíriai királyságok seregeivel. A csata jelentősége lemérhető azon a tényen, hogy III. Sulmánu-asarídu nagyméretű sztélét állíttatott „győzelme” emlékére, holott az eredmény legalábbis megkérdőjelezhető.

## Előzményei
A szíriai védelmi koalíciók II. Assur-nászir-apli idején jöttek létre, mivel ez az uralkodó rendkívüli veszélyt jelentett a térség összes államára nézve. Ekkor még különálló tömbként, az észak-szíriai (urartui orientációval) és a dél-szíriai (egyiptomi szövetséggel) egység létezett. A kettő közti választóvonal nagyjából az Arvád–Hamát magasságban húzódott.
Sulmánu-asarídu elődjének – II. Assur-nászir-apli – reformjai nem arattak osztatlan sikert az asszír nemesség körében, mindenekelőtt a székhelyváltással másodrangúvá váló Assur városában. Sulmánu-asarídu számára már a hatalomátvétel is nagy gonddal járt. Elkeseredetten próbálta elismertetni uralmának jogát az országban, s nemcsak mert a nagy hódító halála után mindenki megpróbált szabadulni, de saját nemessége is ellene volt. Mikor már eléggé szilárdnak látta a helyzetét, Szíria ellen vonult. Kénytelen volt ezt tenni, mivel az asszír uralkodók elsődleges feladata hadjáratok vezetése volt, hadifoglyok, hadizsákmány és területek szerzése. I. e. 859-ben és 856-ban Urartu volt a célpontja, de – bár csapatai mélyen behatoltak a Van-tó körzetébe – jelentősebb eredményt nem tudott elérni, urartui területeket nem tudott annektálni. I. e. 855–854-ben Agúsi és Jahan ellen indult hadba, valószínűleg nagyobb sikert remélt a kis szíriai királyságok ellen, mint az urartui hegyi harcok eredményei voltak. Sikereket akart felmutatni, ezért a korabeli világban addig példátlan méretű hadsereget állított fel, amely még akkor is így van, ha csak a felét hisszük el annak, amit a karkari sztéléjén állít.
Az előzményekhez szervesen hozzátartozik, hogy Asszíria az i. e. 876. évben elérte a Földközi-tengert Hatarikka, Bít Agúsi és az Alalah–Ugariti Királyság (Hattina) meghódításával. II. Assur-nászir-apli halála után azonban e három királyság korábbi területe elszakadt Asszíriától. Hattina helyén létrejött Jahan, Hatarikka és Bít Agúsi egyesült területein pedig Agúsi. Ezzel újra elzárult a föníciai tengerpart Asszíria elől.

## A csata
Az Eufráteszen átkelő Sulmánu-asarídu hosszú útszakaszon akadálytalanul haladt. Elfoglalta Aleppót is, majd ettől délkeletre megütközött Hamát királyával, Irhulenivel. A hamáti had jelentősebb veszteségek nélkül hátrált ki a csatából, de ez azzal járt, hogy a védtelenül maradt Hamát városát az asszírok kifosztották.
Hamát után az asszírok észak felé kanyarodtak az Orontész mentén, feltehetőleg Kinalua, Jamhad fővárosa volt a céljuk, aminek elfoglalásával már gyakorlatilag ki is jutottak volna a tengerpartra, mert Ugarit elpusztulása (a tengeri népek támadása miatt, i. e. 12. század) után ezen a partszakaszon nem maradt jelentősebb település. Ezen az útvonalon az egyébként jelentéktelen Karkar város mellett vette fel a harcot a kor körülményei között nagyon gyorsan összeálló egyesült szíriai haderő, amelyet a helyőrségekből összevont erőkből álló, körülbelül ezer fős egyiptomi osztag is támogatott.
A csata lefolyása nem rekonstruálható, arról a források nem beszélnek. Sulmánu-asarídu a győzelmi sztélén 14 000 megölt ellenségről számol be, számtalan elfogott szekér és ló zsákmány mellett, és egyértelműen saját győzelemnek állítja be.

## Szemben álló erők
A két fél haderejét csak az asszír forrásokból, mégpedig a fentebb már említett győzelmi sztéléről ismerjük. Az asszír hadsereg 120 000-es adata teljes mértékben képtelenség a kor infrastrukturális lehetőségeit tekintve. Nemcsak a hadtáp, vagy a víz biztosítása lett volna lehetetlen, de maga a sereg mozgatása is.
Az asszír adatok az ellenfél erejére vonatkozóan az alábbiakat tartalmazzák (megjegyzendő, hogy az egyiptomiakkal együtt 11 tételben, ugyanakkor 12 király szövetségéről van szó):
|          | ország     | uralkodó                       | szekér | lovas        | gyalogos  |
| -------- | ---------- | ------------------------------ | ------ | ------------ | --------- |
| 1.       | Dimasq     | Hadad-Ezrá                     | 1200   | 1200         | 20 000    |
| 2.       | Hamát(u)   | Irhuleni                       | 700    | 700          | 10 000    |
| 3.       | Izrael     | Akháb                          | 2000   | –            | 10 000    |
| 4.       | Büblosz(?) | I. Sipit-Baál(?)               | –      | –            | 500       |
| 5.       | Egyiptom   | II. Oszorkon (nem személyesen) | –      | –            | 1000      |
| 6.       | Irkáta     | (?)                            | 20     | –            | 10 000    |
| 7.       | Arvád      | Matinu-Baáli                   | –      | –            | 200       |
| 8.       | Uszanat    | (?)                            | –      | –            | 200       |
| 9.       | Szianu     | Adunu-Baáli                    | 30     | –            | 10 000    |
| 10.      | Maáin      | Gindibu                        | –      | 1000 (tevés) | –         |
| 11.      | Bet-Rehób  | Baasza                         | –      | –            | ?000      |
| összesen |            |                                | 3950   | 1900 + 1000  | 62–63 000 |

Ezek az adatok is meglehetősen irreálisak, tekintve például Irkáta 10 000 főnyi gyalogságát. Ez a szám többszörösen meghaladja ennek a kicsiny településnek a teljes lakosságszámát. A 20 harci szekér említése még valós adat lehet, ennek figyelembe vételével itt is 2-300 gyalogos harcosról lehetett szó. Ugyanez vonatkozik Szianura is. Nem szabad elfelejteni, hogy a híres kádesi csatát saját korának két szuperhatalma vívta (Egyiptom és Hatti), a szemben álló erők pedig aligha haladhatták meg jelentősen a 20–20 000 főt.
A sztélé felsorolásában jelentős tényező, hogy ez az első említése a délarábiai Maáin királyságnak, és a tevegelő araboknak.

## Következményei
Sulmánu-asarídu még hosszú időn keresztül próbálkozott Szíria meghódításával, főképp az i. e. 845-ös, Urartu királyával, I. Szardurival vívott supriai csata után. Hadad-Ezrá még hatszor, Irhuleni legalább kétszer hadakozott még az asszírokkal, ami azt jelzi, hogy Sulmánu-asarídunak legfeljebb a csatatér maradhatott a kezén, de nem törte meg a szíriai királyságokat. Az asszíroknak azonban várni kellett, amíg a felettébb hatékonynak bizonyuló szíriai koalíció felbomlott. Ennek egyik végső állomása volt a Damaszkusz és Izrael között lezajló rámót-gileádi csata (egyébként jelentéktelen határmenti csetepaté egy városért), amelyben Akháb izraeli király életét vesztette. A védelmi egység hiányában végül az asszírok Hamátu és Dimasqe elfoglalásával jutottak stratégiai előnyhöz, amelyet kihasználva i. e. 825-ben – az eredeti célpontot – Agúsit is elfoglalták. Sulmánu-asarídu halálával azonban Asszíria rögtön visszaszorult az Eufráteszen túlra, és csak i. e. 738–721 között érte el nyugaton újra a hasonló pozíciót.